# Pädagogische Hochschule Lörrach
Die Pädagogische Hochschule Lörrach war die neunte Pädagogische Hochschule in Baden-Württemberg. Sie existierte von 1966 bis 1984 am Standort Lörrach.

## Geschichte
Die Regierung des Bundeslandes Südbaden verlegte mit Wirkung vom 1. Februar 1947 die Pädagogische Akademie von Bad Rippoldsau nach Lörrach. Die tatsächliche Aufnahme des Lehrbetriebs erfolgte erst im November 1947 mit 93 Studenten zwischen 20 und 30 Jahren, die zumeist Kriegsteilnehmer waren und teilweise vor ihrer Militärzeit nur das Notabitur abgelegt hatten. Die Akademie war in der Fridolinschule untergebracht. Bis 1951 wurde die Ausbildung für Lehrer – auch evangelische und katholische Religionslehrer – in Lörrach betrieben, wobei die Ausbildung jeweils zwei Jahre dauerte. Für Lehrerinnen gab es in Gengenbach eine eigene Pädagogische Akademie. Im Dezember 1951 wurde die bisher simultane Akademie in einen evangelischen und einen katholischen Zweig geteilt und beide wurden nach Freiburg verlegt.
1962 gab es im Land Baden-Württemberg eine Diskussion über den Bedarf an Lehrern und die dementsprechend nötige Lehrerausbildung. 1963 beschloss der Landtag grundsätzlich die Gründung einer neunten Pädagogischen Hochschule, deren Standort in Südbaden sein sollte.
Lörrach mit seinem Oberbürgermeister, Egon Hugenschmidt, sah seine Chance, eine Hochschule von überregionaler Bedeutung zu bekommen und wurde dabei von den Landtagsabgeordneten Nikolaus Lorenz und Wilhelm Jung unterstützt. Ein Argument für Lörrach war, dass es in Südbaden seinerzeit keine Ausbildungsstätte für evangelische Religionslehrer gab, da die Pädagogische Hochschule in Freiburg seit 1958 nur noch katholisch ausgerichtet war. Außerdem gab es in der Grenzregion bis dahin keine Hochschule. Die Konkurrenten um den Hochschulstandort waren Donaueschingen, Lahr, Müllheim, Offenburg, Villingen, Waldkirch und Weil am Rhein. Am 27. Januar 1966 beschloss das Land, die neunte Pädagogische Hochschule in Lörrach einzurichten. Die Umsetzung des Beschlusses wurde durch Verordnung der Landesregierung vom 26. Juli 1966 geregelt und bereits am 16. Dezember 1966 erfolgte der Gründungsakt mit Kultusminister Wilhelm Hahn. Die Stadt Lörrach vermietete dem Land einen Bauabschnitt der Eichendorff-Grundschule und sicherte sich vertraglich Flächen für die vorgesehenen eigenen Bauten der Pädagogischen Hochschule, die jedoch nie begonnen wurden.

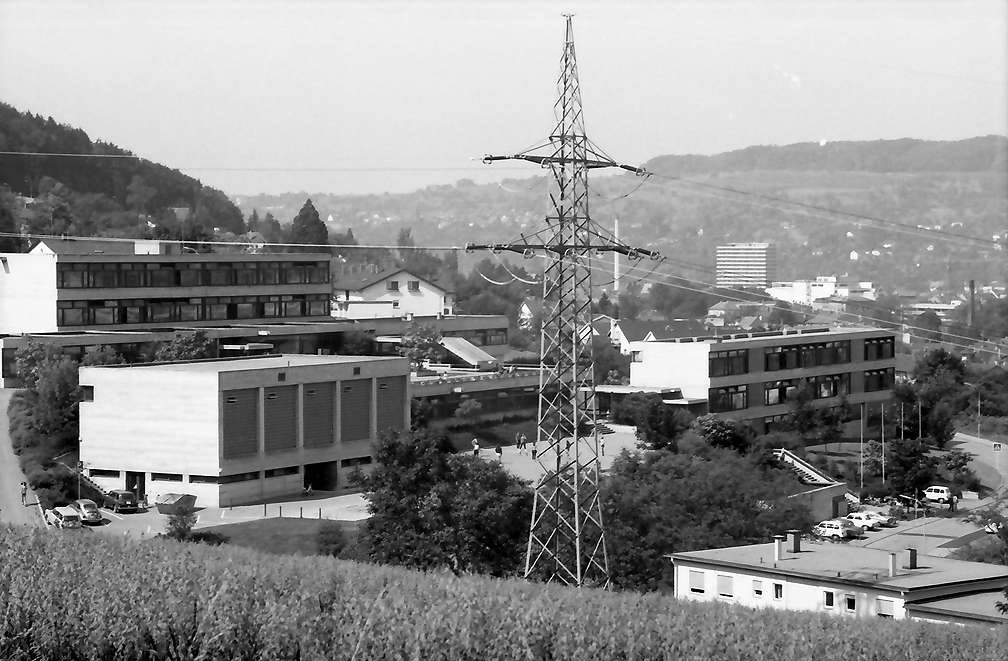
Pädagogische Hochschule Lörrach (1972)

Im Zusammenhang mit Sparbemühungen des Landes und Prognosen über eine Lehrerschwemme gab es alsbald schon Stimmen, die eine Schließung der neuen Hochschule forderten. Schon 1977 drohte die Auflösung der Pädagogischen Hochschule, wobei es in Lörrach parteiübergreifend heftigen Widerstand gab. Am 9. Februar 1977 kam es in Lörrach zu einer großen Demonstration für die Erhaltung der Hochschule, was letztlich zu einer Bestandszusage durch die Stuttgarter Landesregierung und des Ministerpräsidenten Hans Filbinger persönlich führte. Auch Filbingers Nachfolger, Lothar Späth, vermittelte 1978 in Reden über die Hochschulpolitik noch den Eindruck, dass die Regierung die ländlichen Hochschulstandorte erhalten wolle.
Eine Untersuchung des Landesrechnungshofes für das Haushaltsjahr 1979 kam zu dem Ergebnis, dass in Lörrach auf eine Lehrkraft die wenigsten Studenten kamen und dadurch die Kosten pro Student im Vergleich zu den anderen Pädagogischen Hochschulen am höchsten waren. Die Hochschule hielt dem entgegen, dass die mangelnde finanzielle Ausstattung auch die Attraktivität eingeschränkt habe und Bemühungen zur Einführung zusätzlicher Fächer jeweils abgelehnt wurden. Die Politik habe die Entwicklungsmöglichkeiten der Lörracher Hochschule von Anfang an begrenzt und sie als „jederzeit disponibles Objekt“ betrachtet.
Als in der ersten Jahreshälfte 1980 wieder Gerüchte über eine bevorstehende Schließung der Pädagogischen Hochschule aufkamen, ging der Senat der Hochschule in einer Erklärung vom 12. Mai 1980 von einer „gezielten Indiskretion“ aus, die den Zwecke habe, durch die Verunsicherung potenzielle Studenten von einer Entscheidung für den Studienort Lörrach abzubringen und dann aufgrund sinkender Studentenzahlen die Auflösung zu betreiben.
Am 18. Juni 1980 beschloss die Landesregierung die Schließung der Lörracher Hochschule zum 31. März 1984. Der entsprechende Gesetzentwurf wurde vom Kabinett am 30. September 1980 gebilligt und vom Landtag am 27. November 1980 beschlossen. Die Bemühungen einer Gruppe von Abgeordneten, der Hochschule, der Stadt und des Landkreises, die Verfassungsmäßigkeit des Auflösungsbeschlusses in einem Normenkontrollverfahren überprüfen zu lassen, scheiterten.

## Nach der Schließung

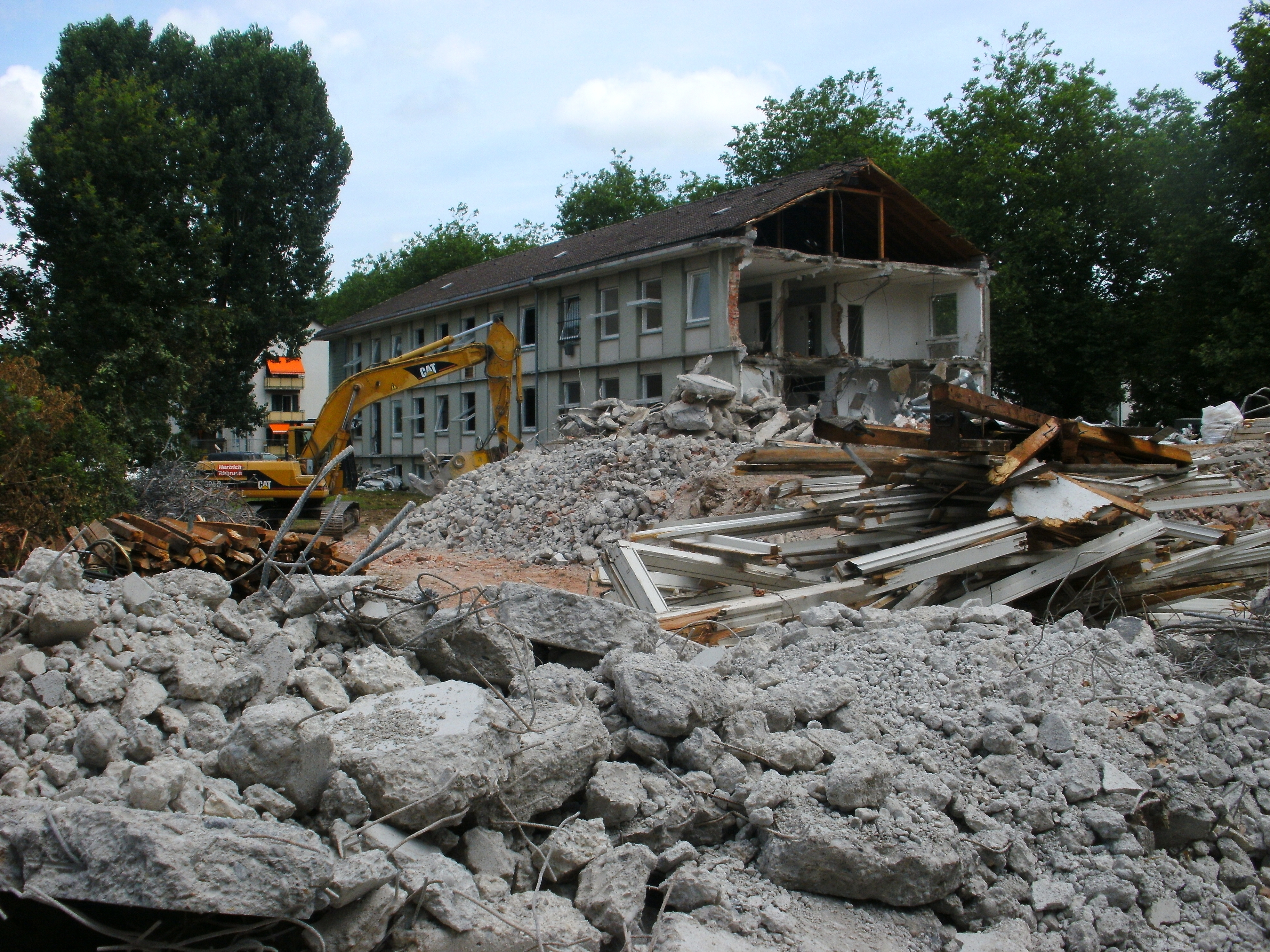
Abbruch der ehemaligen Pädagogischen Hochschule Lörrach

Die von der Pädagogischen Hochschule genutzten Gebäude wurden dann von der Berufsakademie Lörrach genutzt. Die Bibliothek der Pädagogischen Hochschule wurde in die Wissenschaftliche Regionalbibliothek Lörrach überführt. Die nicht mehr benötigten Gebäudetrakte wurden 2010 abgetragen.
Seit dem 1. Februar 1982 hat Lörrach ein Seminar für die schulpraktische Ausbildung von Grund- und Hauptschullehrern: das sogenannte Staatliche Seminar für Didaktik und Lehrerbildung (GWRHS) Lörrach.

## Rektoren
- Max König (1966–1969)
- Alfred Vogelbacher (1969–1976)
- Gerhard Homann (1976–1978)
- Ekkehard Blumenthal (1978–1982)

## Lehrangebot
Erziehungswissenschaftlicher Bereich
- Allgemeine Pädagogik
- Schulpädagogik
- Philosophie
- Psychologie
- Soziologie/Politik
- evangelische und katholische Theologie

Fachwissenschaftlicher-fachdidaktischer Bereich
- Biologie
- Deutsch
- Englisch
- Wissenschaftliche Politik/Gemeinschaftskunde
- Geographie
- Geschichte
- Kunsterziehung
- Mathematik
- Musikerziehung
- Leibeserziehung
- evangelische und katholische Theologie/Religionspädagogik
- Werken/Technik

## Dozenten
An der Lörracher Hochschule lehrten renommierte Dozenten. Darunter waren:
- Bernhard Bischoff (1932–2008), Professor für Kunsterziehung mit den Schwerpunkten mittelalterliche Kunst, regionale Kunst sowie frühkindliche Zeichnungen in der Kunsterziehung
- Heinrich Bollinger (1916–1990), Professor für Psychologie
- Lothar Bossle (1929–2000), Professor für Soziologie
- Andreas Digeser (1925–2010), Professor für Englisch mit den Schwerpunkten Linguistik
- Peter Fiedler (1940–2009), Professor für Religionspädagogik
- Gernot Gonschorek (* 1943), Dozent für Schulpädagogik
- Hans-Hagen Hartter (1943-2001), Dozent für Bildende Kunst und ihre Didaktik
- Peter Kern (* 1940), Professor für Pädagogik
- Karl Kuhn (1934-2014), Professor für Didaktik der Biologie
- Jürgen E. Pleines (1934–2012), Professor für Philosophie
- Klaus Schubring (* 1940), Professor für Geschichte
- Dieter Walther (1930–2013), Professor für Religionspädagogik
- Otto Wittmann (1907–1986), Lehrauftrag für Geographie